# Агентство «Локвуд и компания»
Агентство «Локвуд и компания» (англ. Lockwood & Co) — британский телесериал для стриминг-сервиса Netflix, основанный на одноимённом цикле Джонатана Страуда. Шоураннером и режиссёром проекта выступил Джо Корниш. Выход первого сезона состоялся 27 января 2023 года.

## Описание
Самые талантливые подростки Лондона каждую ночь отправляются в опасные бои со смертоносными призраками, наводнившими весь город. Среди крупных агентств, укомплектованных взрослыми инспекторами, есть одно независимое: Агентство «Локвуд и компания». Агентством управляют трое подростков: Энтони Локвуд, Джордж Карим и Люси Карлайл. Вместе им предстоит разгадать тайну, которая изменит ход истории.

## В ролях
- Руби Стоукс — Люси Карлайл
- Кэмерон Чепмен — Энтони Локвуд
- Али Хаджи-Хешмати — Джордж Карим
- Иванно Джереми — инспектор Барнс
- Люк Тредэвей — Золотой Клинок
- Морвен Кристи — Пенелопа Фиттис
- Джек Бандейра — Квилл Киппс
- Бен Кромптон — Джулиус Винкман
- Хэйли Конаду — Фло Боунс
- Рианна Доррис — Кэт Годвин
- Пэдди Холланд — Бобби Вернон
- Рико Вина — Нед Шоу

## Производство

### Разработка
19 мая 2020 года было объявлено, что новая продюсерская компания Эдгара Райта и Найры Парк, Complete Fiction, работает с Netflix над созданием восьмисерийного сериала, основанного на цикле фантастических романов Джонатана Страуда — Агентство «Локвуд и компания». Джо Корниш был назначен руководителем и исполнительным продюсером сериала, а также сценаристом, и ведущим режиссёром. Уильям МакГрегор, режиссёр «Полдарка», «Отбросов», и «Тёмных начал», также участвовал в постановке нескольких эпизодов.
26 октября 2022 года, в сеть опубликовали отрывок из сериала, в конце которого впервые была указана дата выхода, 27 января 2023 года.

### Кастинг
Актёрский состав сериала был подтвержден в марте 2022 года, когда стало известно, что Руби Стоукс, Кэмерон Чепмен и Али Хаджи-Хешмати сыграют главные роли в сериале.

### Съёмки
Съёмки начались 5 июля 2021 года в Лондоне. Они проходили на кладбище Кенсал-Грин в конце октября 2021 года. 15 марта 2022 года Джо Корниш объявил о завершении съёмок, и о начале постпродакшена.

### Музыка
Джо Корниш решил включить в сериал песни в музыкальном стиле пост-панк из репертуара Bauhaus, The Cure, Siouxsie and the Banshees и This Mortal Coil. Режиссер прокомментировал этот выбор словами: «Мы вернулись ко многим пост-панк-музыке […]: в песнях Siouxsie and the Banshees, The Cure и Bauhaus есть какая-то странность, романтика и пленительность и их музыка имеет очень аналоговую сторону». «Эта музыка жива, и в ней также обитают призраки; они испускают красивую и угнетающую меланхолию. Мы очень рано создали плейлист с песнями из Bauhaus, Siouxsie и The Cure».